# Autorretrato (dedicado a Paul Gauguin)
Autorretrato (dedicado a Paul Gauguin) (en holandés, Zelfportret) o Autorretrato a  lo bonzo es una pintura al óleo (número de catálogo: F 476, JH 1581) pintada por Vincent van Gogh en septiembre de 1888 durante su estancia en Arlés. El cuadro, que forma parte de la colección de Maurice Wertheim, se encuentra en la colección del Museo Fogg de Cambridge, Estados Unidos.

## Historia y descripción
A principios de 1888, Vincent van Gogh y Paul Gauguin abandonaron París en busca de un nuevo camino de desarrollo e inspiración artística. Gauguin partió hacia Bretaña, cuyo paisaje austero y vida rural se adaptaban a su deseo de una vida más simple y "primitiva". Van Gogh, por su parte, viajó al sur de Francia hasta Arlés en busca del sol y continuó su experiencia con el color. También tenía la intención de crear una colonia de artistas allí. Para ello, alquiló una casa que llamó «La Casa Amarilla» e invitó a Gauguin. En los meses previos a su llegada, pintó una serie de cuadros pensados para decorar la habitación de su amigo. En octubre, los dos intercambiaron autorretratos que revelaran cómo se veían y querían ser vistos por los demás. La idea de representarse como un monje budista la sacó de su reciente lectura del libro Madame Chrysanthème de Pierre Loti, que a su vez inspiraría la ópera Madame Butterfly de Puccini. El autorretrato de un van Gogh bien vestido, en el que el artista se representa a sí mismo con la cabeza rapada y la barba recortada, alude a su idea de adoptar un estilo de vida ascético solo dedicado al arte y también al papel de discípulo en el que Van Gogh se percibía a sí mismo en relación con Gauguin. Los tonos contrastantes de verde y amarillo recuerdan los colores del cuadro La Casa amarilla y a la serie de los Girasoles. Van Gogh describió su autorretrato en una carta a Gauguin a principios de octubre, incluso antes de su llegada a Arlés:
«Tengo mi autorretrato, todo gris. Color ceniza, que fue creado como resultado de mezclar veronese con una cara naranja, sobre un fondo pálido de un veronese uniforme, con un atuendo marrón rojizo, pero también exagerando con mi personalidad, buscaba el personaje de un bonzo, un simple adorador del eterno Buda. Fue un pequeño problema para mí, pero tendré que pintarlo de nuevo si quiero expresarlo. Todavía tendré que recuperarme del aburrimiento convencional de nuestro llamado estado civilizado para tener un mejor modelo para una mejor imagen».

## Autorretrato de Gauguin entregado a Van Gogh

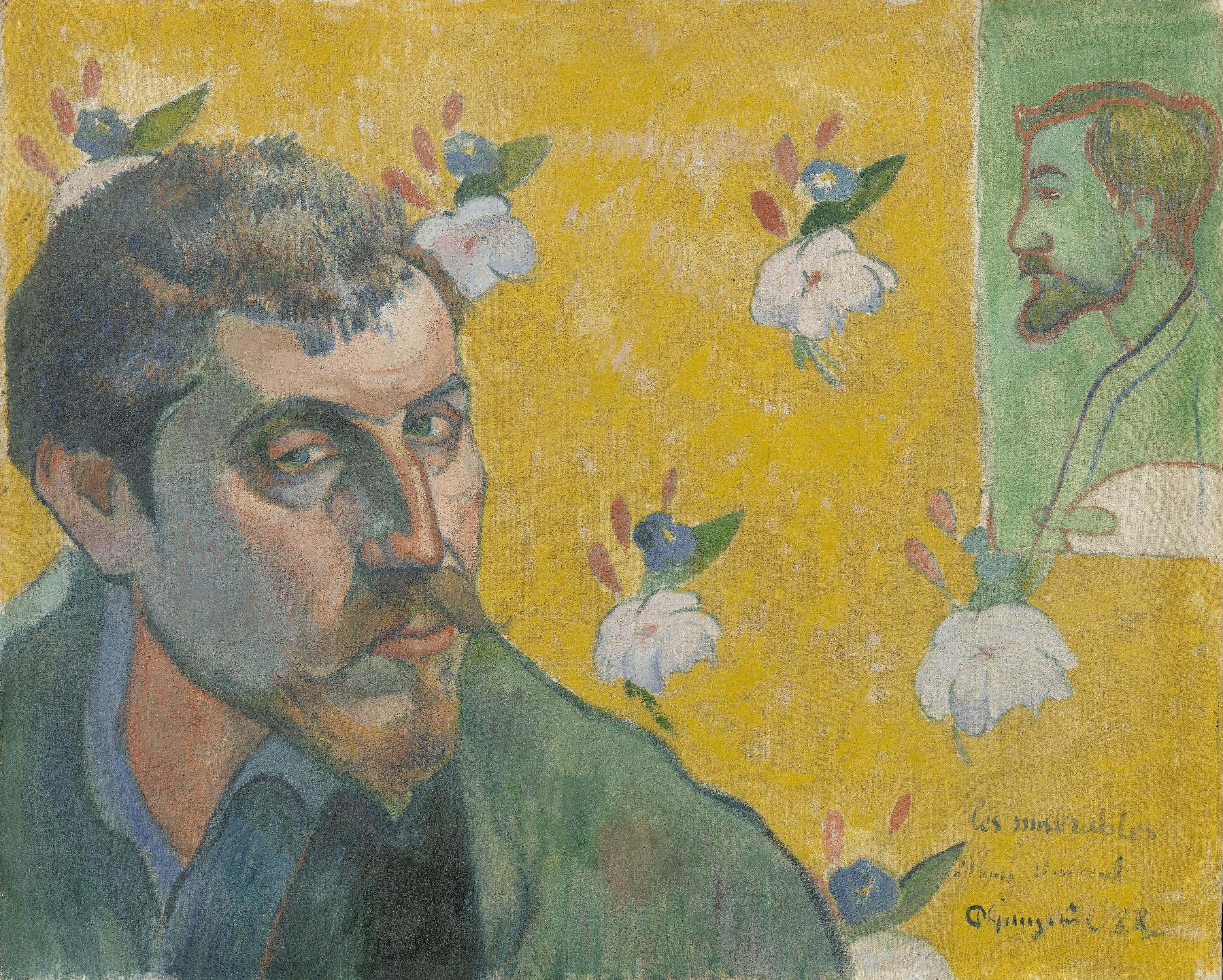
Paul Gauguin, Autorretrato con retrato de Bernard, Museo Van Gogh.

Gauguin, en su autorretrato, colocó en la esquina superior derecha un retrato de Émile Bernard, y en la esquina inferior derecha la anotación «Les Miserables» / à l’ami Vincent / P. Gauguin 88» («Los Miserables»/ al amigo Vincent / P. Gauguin 88»). Los Miserables se refiere a la novela de Victor Hugo; refiriéndose a ella, Gauguin quiso sugerir el tema del artista rechazado por la sociedad.